# Hanco Kachelhoffer
Johannes Jakobus „Hanco“ Kachelhoffer (* 28. August 1985 in Bloemfontein) ist ein ehemaliger südafrikanischer Radrennfahrer.

## Karriere
Hanco Kachelhoffer begann seine Karriere 2005 bei dem Radsportteam Exel. Ab 2006 fuhr er für das südafrikanische Continental Team Konica Minolta. In seinem ersten Jahr dort wurde er nationaler U23-Meister im Zeitfahren. Bei den Straßen-Radweltmeisterschaft 2006 in Salzburg belegte er den 73. Platz im Straßenrennen der U23-Klasse. 2050 sowie 2006 wurde er südafrikanischer Meister im Kriterium. 2007 belegte er bei der südafrikanischen Zeitfahrmeisterschaft den dritten Platz in der U23-Klasse.
Kachelhoffer ist der Ehemann der Radrennfahrerin An-Li Kachelhoffer.

## Erfolge
2005
- zwei Etappen Senegal-Rundfahrt
- Südafrikanischer Meister – Kriterium

2006
- Südafrikanischer Meister – Kriterium
- Südafrikanischer Meister – Einzelzeitfahren (U23)

## Teams
- 2005 Team Exel
- 2006 Konica Minolta
- 2008 House of Paint
- 2011 Team Bonitas
- 2012 Team Bonitas